# CERNET2
CERNET2 (China Education and Research Network 2) - pierwsza chińska sieć komputerowa oparta na protokole IPv6, uruchomiona 26 grudnia 2004 r., w 10 lat po powstaniu sieci CERNET, opartej na protokole IPv4, która połączyła chińskie ośrodki naukowe.
Sieć obejmuje 25 chińskich uniwersytetów zlokalizowanych w 20 miastach. Zbudowano ją kosztem ponad 80 mln USD. Podstawowe łącza CERNET2 pracują z szybkością 10 Gb/s, ale niektóre z nich są w stanie przesyłać pakiety z szybkością 40 Gb/s. 